# Erythroxylum glaucum
Erythroxylum glaucum är en tvåhjärtbladig växtart som beskrevs av O E.Schulz.. Erythroxylum glaucum ingår i släktet Erythroxylum och familjen Erythroxylaceae. Inga underarter finns listade i Catalogue of Life.